# Línea Belgrano Sur
La línea Belgrano Sur (LBS) es una de las 7 líneas suburbanas de los Ferrocarriles metropolitanos de Buenos Aires. Es operada por la empresa estatal Trenes Argentinos desde el 2 de marzo de 2015, tras la disolución de UGOFE y de Argentren.

## Características
Pertenece a las vías que fueron del Ferrocarril General Belgrano antes de la Privatización ferroviaria en Argentina. Debe su nombre Belgrano Sur porque sus servicios se centran en los partidos de la zona sur y sudoeste del Gran Buenos Aires; esto para diferenciarlo con los servicios de la línea Belgrano Norte. En 2012 transportó a 12,2 millones de pasajeros.
Desde la estación Sáenz cumplen su servicio las formaciones de los ramales G (ex Compañía General de Ferrocarriles en la Provincia de Buenos Aires) y M (ex Ferrocarril Midland de Buenos Aires) del Ferrocarril General Belgrano. La traza es de 65 km, que suman los ramales Sáenz-González Catán-Villars y Sáenz-Marinos del Crucero Gral. Belgrano. No está electrificada, por lo tanto es servida por formaciones diésel. Esta línea transporta unos 15 millones de pasajeros anualmente y es operada por la empresa estatal Trenes Argentinos Operaciones. 
Hasta 2017 funcionaba el servicio de Puente Alsina a Aldo Bonzi. Ambos ramales compartían un empalme de vías entre las estaciones Tapiales y Aldo Bonzi construido en 1951 y una estación a desnivel con dos paradas que servían de combinación entre dos de los tres ramales, (Ing. Castello y Kilómetro 12) hallándose estas dos últimas al lado de la parada de la Línea General Roca, otrora perteneciente a la Línea Sarmiento, Agustín De Elía.
En 2014, Trenes Argentinos Infraestructura del Ministerio del Interior y Transporte de la Nación anunció nuevas obras en la línea, la cual incluye extensión del ramal Buenos Aires - González Catán hasta la Estación Marcos Paz. Por otra parte, dentro del Plan Quinquenal 2016 - 2020, se anuncia la extensión del ramal Buenos Aires - Marinos del Crucero General Belgrano hasta Mariano Acosta, creando una estación de enlace con la Línea Sarmiento y la extensión de los ramales Buenos Aires -
González Catán y Buenos Aires - Marinos del Crucero General Belgrano hasta la Estación Plaza Constitución por medio de un viaducto, formando una estación de enlace con el Subte de Buenos Aires.

## Material rodante
En 2013 el gobierno nacional firmó un contrato con la fábrica CNR Corporation para la fabricación de 27 triplas CNR con dos coches motrices y el intermedio como remolque. Los 81 coches fueron adquiridos en 2013 y la operación tuvo un costo total de 89 millones de dólares.
En 2015 se comenzó a renovar la línea, se incluye en esta obra la nivelación de las escalerillas de las formaciones actuales a la altura de los andenes elevados, en octubre de ese año comenzaron a circular tres formaciones nuevas, de origen chino, compuestas por seis coches cada una de 81 coches adquiridos por el Estado Nacional a través Ministerio del Interior y Transporte. Con nuevas características de confort y seguridad, entre ellas, aire acondicionado, iluminación led, frenos ABS, sistema anti-acaballamiento, sistemas de información visuales y auditivos, cámaras en cabinas y coches, puertas automáticas y espacios reservados para personas con movilidad reducida.
En paralelo, en 2020, se trasladaron tres formaciones Emepa Alerce provenientes de la Línea Belgrano Norte para prestar servicio en el ramal González Catán - 20 de Junio - Marcos Paz (BT)
Está planificado para 2021 la compra de 111 vehículos CRRC (empresa que fusionó a las ferroviarias CNR y CSR Corporation) adicionales de idénticas características que los que en la actualidad circulan en la línea, para estandarizar el material rodante y reemplazar definitivamente a las formaciones con locomotoras General Motors EMD y coches Materfer y Werkspoor

## Servicios

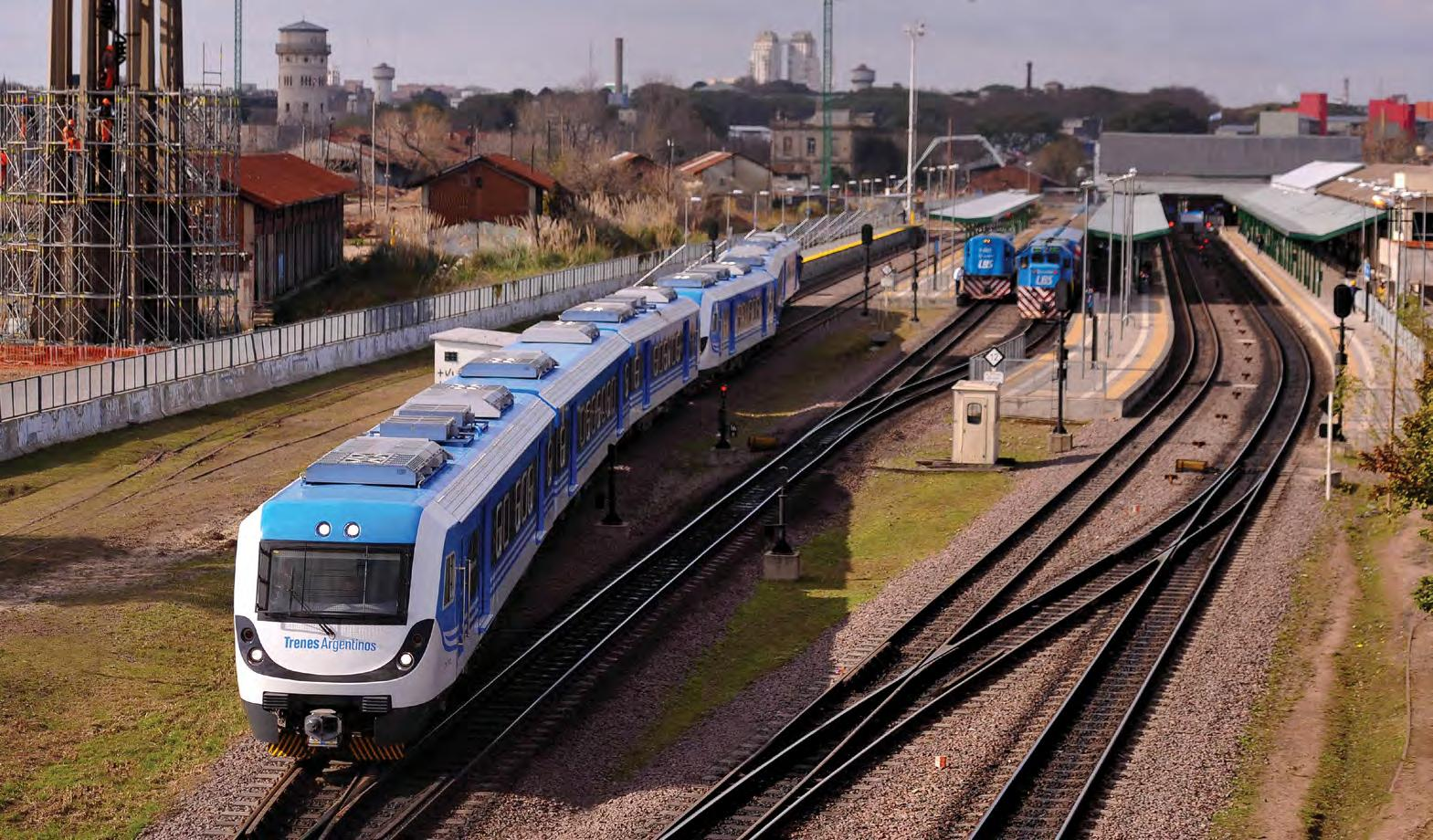
DMU CRRC partiendo de Buenos Aires

### Ramal Sáenz - González Catán
El ramal entre la estación Sáenz —en el barrio de Nueva Pompeya— y las estaciones González Catán y 20 de Junio -ambas en el partido de La Matanza-, fue parte del Compañía General de Ferrocarriles en la Provincia de Buenos Aires (CGBA), de capitales franceses, y era un ramal más de una extensa red de casi 3.000 km de extensión que abarcaba el centro y noroeste de la provincia homónima y parte de sur de la provincia de Santa Fe.
Originalmente se prestaba el servicio hasta la estación Buenos Aires, pero debido a las obras del nuevo viaducto a Plaza Constitución -actualmente en obra-, la misma fue clausurada para operaciones ferroviarias en mayo de 2018.
La reinauguración de la estación Villars se produjo a fines de 2022, siendo esta la cabecera provisoria del futuro servicio a Navarro.

### Ramal Sáenz - Marinos del Crucero Gral. Belgrano
Este ramal parte de un empalme de vías entre Tapiales y Aldo Bonzi construido en 1951. Hoy en día solo llega hasta Marinos del Crucero Gral. Belgrano en el partido de Merlo. Integró el Ferrocarril Midland de Buenos Aires, de capitales ingleses, que comenzó a tenderse en 1906 con destino al sudoeste de la provincia de Buenos Aires hasta la ciudad de Carhué.

### Ramal Villars - Mercedes - Salto
Durante más de 10 años la Asociación Amigos del Belgrano realizó tareas de preservación de la traza como desmalezamiento y mantenimiento de vías, con la esperanza de que el servicio vuelva a funcionar. A partir del día domingo 28 de mayo de 2023 comenzó a circular el servicio turístico que conecta Tomas Jofré con Altamira y Mercedes.
El 14 de julio del mismo año, Trenes Argentinos Cargas cedió la operación de la traza entre Villars y Salto a Trenes Argentinos Operaciones. El traspaso quedó oficializado tras la publicación en el Boletín Oficial de la resolución 405/2023, que lleva la firma del ministro Diego Giuliano. La norma establece que TAO tendrá a su cargo las instalaciones y la operación del ramal, en tanto que Trenes Argentinos Infraestructura quedará a cargo de la infraestructura y el control de la circulación de trenes, aunque el texto faculta a la empresa a ceder estas responsabilidades a TAO. La resolución fue creada en un principio para regular el funcionamiento del tren turístico Jofré-Mercedes, y del inicio de obras para la restauración del ramal para que el servicio suburbano llegue hasta Mercedes, y en un mediano plazo a Salto, incluso uno de los puntos contempla el estudio de la traza hasta Rosario Oeste. Las obras de mejora de vía se habían iniciado en abril en el tramo entre Villars y Mercedes, y en septiembre, el presidente de Trenes Argentinos, Martín Marinucci, encabezó un viaje exploratorio entre Mercedes y Gouin

### Modernización de la línea
En 2013 comenzaron las obras de remodelación del ramal, anteriormente se utilizaban formaciones integradas por una locomotora [cita requerida] y coches de pasajeros que se utilizaron en décadas anteriores para el servicio de larga distancia, por lo que poseían puertas angostas en los extremos y carecían de furgón.
En 2014 comenzó la remodelación de las estaciones de la línea Belgrano Sur. La obra forma parte del programa de modernización integral, que incluye la incorporación de trenes diésel nuevos para andenes elevados, la renovación de vías y la extensión de Catán a Marcos Paz. En 2016 el nuevo Ministerio de Transporte desechó la renovación de vías entre Buenos Aires y Tapiales (retomada en 2020 por el ministro Mario Meoni), reemplazándola por el mantenimiento de la actual infraestructura entre Presidente Illia y Villa Madero en este sector, los rieles tienen entre 50 y 60 años de antigüedad. La línea Belgrano Sur, históricamente una de las más relegadas del área metropolitana, había experimentado en el último tiempo un fuerte proceso de inversiones, que incluyó la reconstrucción de todas sus estaciones –actualmente en obra– y la entrada en servicio de material rodante cero kilómetro de origen chino (cochemotores CNR) y la extensión de la línea por ambos extremos a Marcos Paz y Plaza Constitución.

## Servicio Interrumpido

### Ramal Puente Alsina - Aldo Bonzi
El ramal conectaba las terminales de Puente Alsina y Aldo Bonzi. El 4 de agosto de 2017 el operador suspendió los servicios hasta nuevo aviso debido a un anegamiento de vías que provocó el descarrilamiento de una formación a la altura de la estación Puente Alsina. [cita requerida]Desde ese momento no hubo más servicios ferroviarios en este ramal de vía sencilla. Las estaciones que componían este ramal eran: Puente Alsina, Villa Diamante, Villa Caraza, Villa Fiorito, Ing. Budge, La Salada, Km. 12 y Aldo Bonzi.
Actualmente el ramal se encuentra sin operaciones pero existe un grupo de trabajo cuya función es mantener el ramal para su futura reactivación. Según explicaron las autoridades Martín Marinucci, Daniel Novoa y el ministro Mario Meoni existe la posibilidad de reapertura del ramal
Existen dos factores determinantes que son tiempo y dinero. Los recursos para llevar a cabo la reactivación del ramal son muy elevados pero las autoridades seguirán trabajando para la pronta recuperación del ramal y la reubicación de los ocupantes ilegales ubicados en Ing. Budge donde existe dificultades ya desde antes de que se suspendiera el servicio ferroviario.

## Estaciones
| Estación                       | Kilómetro (Desde Buenos Aires) | Cantidad de andenes | Distrito                     | Notas |
| ------------------------------ | ------------------------------ | ------------------- | ---------------------------- | --- |
| Estación Plaza Constitución    |                                |                     | Comuna 1                     | En construcción. |
| Buenos Aires                   | 0                              | 5                   | Comuna 4                     | Cerrada en 2018 por obras de elevación de trazado entre Constitución y Sáenz Antigua cabecera del ramal a Intercambio Midland |
| Dr. Antonio Sáenz (viaducto)   | 2.3                            | 5                   | Comuna 4                     | Elevada en 2019, terminal provisional desde 2018 por obras de elevación de trazado. Proximidad con Estación Hospitales de la Línea H del Subte de Buenos Aires |
| Dr. Antonio Sáenz (temporaria) | 2.3                            | 5                   | Comuna 4                     | Terminal del servicio a Marinos del Crucero General Belgrano. |
| Villa Soldati                  | 5.7                            | 2                   | Comuna 8                     | |
| Presidente Illia               | 6.4                            | 2                   | Comuna 8                     | Combinación con Parada Presidente Illia del Premetro E2. Proximidad con Autopista Presidente Héctor J. Cámpora y con cruce sobre nivel del Premetro E2 |
| Lugano                         | 9.5                            | 2                   | Comuna 8                     | Proximidad con Avenida Teniente General Luis J. Dellepiane |
| Villa Madero                   | 11.2                           | 2                   | Partido de La Matanza        | Proximidad con Avenida General Paz (límite entre CABA y Provincia de Buenos Aires). Inaugurada como Parada Avenida Circunvalación |
| Marinos del Fournier           | 12.7                           | 2                   | Partido de La Matanza        | |
| Tapiales                       | 14.7                           | 3                   | Partido de La Matanza        | Combinación con ramal a Estación Marinos del Crucero General Belgrano. Antigua cabecera del ramal a Mercado Central de Buenos Aires |
| Ingeniero Castello             | 15.9                           | 2                   | Partido de La Matanza        | Combinación con Parada Agustín de Elía de la Línea General Roca y con Apeadero Kilómetro 12 del ramal Puente Alsina-Aldo Bonzi. Proximidad con Autopista Teniente General Pablo Riccheri y con cruces bajo nivel de los ramales Haedo - Temperley y Puente Alsina-Aldo Bonzi |
| Querandí                       | 18.4                           | 2                   | Partido de La Matanza        | |
| Gregorio de Laferrere          | 24                             | 3                   | Partido de La Matanza        | |
| María Eva Duarte               | 25.6                           | 2                   | Partido de La Matanza        | Inaugurada como Parada km. 26 |
| Independencia                  | 27.2                           | 2                   | Partido de La Matanza        | Proximidad con el cruce de la Ruta Nacional 3 y la Ruta Provincial 21 |
| González Catán                 | 30.6                           | 3                   | Partido de La Matanza        | Cabecera de transferencia. Antigua cabecera del ramal a La Plata G |
| 20 de Junio                    | 39.2                           | 1                   | Partido de La Matanza        | Proximidad con Extensión del Camino del Buen Ayre. Cabecera temporaria entre 2019 y 2021 |
| KM. 45                         | 45.0                           |                     | Partido de Marcos Paz        | En reconstrucción. Sin servicio desde 1993 |
| Marcos Paz - Brian Toledo      | 47.8                           | 1                   | Partido de Marcos Paz        | Proximidad con Estación Marcos Paz de la Línea Sarmiento y Ruta Provincial 40. Renombrada en 2021. Cabecera temporaria entre 2021 y 2022 |
| Villars                        | 59.6                           | 2                   | Partido de General Las Heras | Cabecera intermedia del servicio suburbano. Combinación con ramal a Mercedes G |
| Lozano                         | 71.0                           | 2                   | Partido de General Las Heras | Cabecera del servicio suburbano. |
| Navarro                        | 97.8                           | 2                   | Partido de Navarro           | En restauración. Sin servicio desde 1978 |

| Estación                             | Kilómetro (desde Puente Alsina) | Cantidad de Andenes | Distrito              | Notas |
| ------------------------------------ | ------------------------------- | ------------------- | --------------------- | --- |
| Tapiales                             | 14.7 (desde Buenos Aires)       | 3                   | Partido de La Matanza | Combinación con ramal a González Catán-Marcos Paz |
| Aldo Bonzi                           | 13.5                            | 5                   | Partido de La Matanza | Combinación con ramal a Apeadero Kilómetro 12. Antigua combinación con ramal a Estación Puente Alsina. Proximidad con cruce a nivel del Ramal Haedo - Temperley |
| María Sánchez de Mendeville          | 14.5                            | 2                   | Partido de La Matanza | Proximidad con Ruta Provincial 4 |
| José Ingenieros                      | 15.7                            | 2                   | Partido de La Matanza | Proximidad con Ruta Provincial 21 |
| Justo Villegas                       | 17.1                            | 2                   | Partido de La Matanza | |
| Isidro Casanova                      | 20.3                            | 2                   | Partido de La Matanza | Proximidad con Ruta Nacional 3 |
| Rafael Castillo                      | 24                              | 2                   | Partido de La Matanza | Proximidad con Ruta Provincial 17 |
| Merlo Gómez                          | 25.8                            | 2                   | Partido de Morón      | |
| Libertad                             | 29.5                            | 3                   | Partido de Merlo      | Cabecera intermedia y del ramal a Apeadero km. 12 |
| Marinos del Crucero General Belgrano | 34                              | 2                   | Partido de Merlo      | Cabecera del servicio urbano desde 1983 |

| Estación        | Kilómetro (Desde Puente Alsina) | Cantidad de andenes | Distrito                   | Notas |
| --------------- | ------------------------------- | ------------------- | -------------------------- | --- |
| Puente Alsina   | 0                               | 2                   | Partido de Lanús           | Antigua cabecera del Ferrocarril Midland y del ramal a Intercambio Midland. Proximidad con Puente Alsina-Ezequiel Demonty Operación suspendida desde 2017 |
| Villa Diamante  | 2.7                             | 1                   | Partido de Lanús           | Operación suspendida desde 2017 |
| Caraza          | 4.6                             | 1                   | Partido de Lanús           | Operación suspendida desde 2017 |
| Fiorito         | 6                               | 1                   | Partido de Lomas de Zamora | Operación suspendida desde 2017 |
| Ingeniero Budge | 8.4                             | 1                   | Partido de Lomas de Zamora | Proximidad con Autopista Camino Negro. Operación suspendida desde 2017 |
| La Salada       | 10.2                            | 1                   | Partido de Lomas de Zamora | Reemplazó en 2014 a la estación construida en 1909 sobre el margen norte del Río Matanza-Riachuelo. Proximidad con puente sobre este mismo río. Operación suspendida desde 2017 |
| Kilómetro 12    | 12                              | 1                   | Partido de La Matanza      | Cabecera provisional del ramal a Estación Libertad. Combinación con Estación Ingeniero Castello del ramal Buenos Aires-Marcos Paz y con Parada Agustín de Elía de la Línea General Roca. Proximidad con cruce bajo nivel del Ramal Haedo-Temperley, con cruce sobre nivel del ramal Buenos Aires-Marcos Paz y con Autopista Teniente General Pablo Riccheri |
| Aldo Bonzi      | 13.5                            | 5                   | Partido de La Matanza      | Combinación con Ramal Buenos Aires-Marinos del Crucero Gral. Belgrano |

| Estación       | Kilómetro (Desde Buenos Aires) | Cantidad de andenes | Distrito                       | Notas |
| -------------- | ------------------------------ | ------------------- | ------------------------------ | --- |
| Villars        | 59.6                           | 2                   | Partido de General Las Heras   | Combinación con ramal Buenos Aires-Navarro                                                                                             |
| Plomer         | 69.3                           | 2                   | Partido de General Las Heras   | Estación compartida con el Ferrocarril Midland. Antigua cabecera a Marinos del Crucero Gral Belgrano y Carhué. Sin servicio desde 1977 |
| La Choza       | 76.8                           | 2                   | Partido de General Las Heras   | Sin servicio desde 1977. Demolida parcialmente en 1980. Proximidad con Ruta Provincial 24                                              |
| San Eladio     | 84.6                           | 2                   | Partido de Luján               | Sin servicio desde 1977. |
| La Verde       | 92.9                           | 2                   | Partido de Mercedes            | Sin servicio desde 1977. |
| Tomás Jofré    | 98,0                           | 2                   | Partido de Mercedes            | Cabecera del servicio turístico a Mercedes G                                                                                           |
| Altamira       | 103,6                          | 2                   | Partido de Mercedes            | Antigua cabecera del ramal a Intercambio Altamira                                                                                      |
| Mercedes       | 110,0                          | 2                   | Partido de Mercedes            | Cabecera del servicio turístico a Tomás Jofré. Proximidad con estaciones Mercedes de la Línea Sarmiento y Línea San Martín             |
| La Valerosa    | 124.4                          | 1                   | Partido de San Andrés de Giles | Sin servicio desde 1977. |
| Espora         | 129.6                          | 1                   | Partido de San Andrés de Giles | Sin servicio desde 1977. |
| Tuyutí         | 138.5                          | 1                   | Partido de San Andrés de Giles | Sin servicio desde 1977. |
| Gouin          | 150.9                          | 1                   | Partido de Carmen de Areco     | Sin servicio desde 1977. |
| Tres Sargentos | 169.7                          | 1                   | Partido de Carmen de Areco     | Sin servicio desde 1977. Proximidad con Ruta Nacional 7                                                                                |
| Los Ángeles    | 186.5                          | 1                   | Partido de Chacabuco           | Sin servicio desde 1977. |
| Berdier        | 196.5                          | 1                   | Partido de Salto               | Sin servicio desde 1977. |
| Salto          | 208.2                          | 1                   | Partido de Salto               | Sin servicio desde 1977. Proximidad con Estación Salto del Ferrocarril General Urquiza                                                 |

| Estación    | Kilómetro (Desde Buenos Aires) | Cantidad de andenes | Distrito            | Notas |
| ----------- | ------------------------------ | ------------------- | ------------------- | --- |
| Tomás Jofré | 98,0                           | 2                   | Partido de Mercedes | Fue construida por la Compañía General de Ferrocarriles en la Provincia de Buenos Aires en 1908, como parte de la vía que llegó a Rosario en ese mismo año. Durante más de 10 años la Asociación Amigos del Belgrano realizó tareas de preservación de la traza como desmalezamiento y mantenimiento de vías, con la esperanza de que el servicio vuelva a funcionar. A partir del día domingo 28 de mayo de 2023 comenzó a circular el servicio que conecta Tomas Jofré con Altamira y Mercedes. |
| Altamira    | 103,6                          | 2                   | Partido de Mercedes | Fue habilitada para pasajeros, cargas, encomiendas y telégrafo. Varios metros delante del edificio principal se encontraban los cambios de vía para acceder al Intercambio Altamira, el cual permitía a la CGBA el intercambio de cargas con el Ferrocarril Oeste en vías paralelas a la Estación Mercedes. Estas vías actualmente se encuentran levantadas. La estación cuenta con su galpón, muy cuidado y aún conservando su nombre en una de sus paredes laterales. A pocos metros de la estación durante muchos años funcionó una fábrica de cerámicas que llegó a ocupar cerca de 100 operarios. El cierre de la misma sumado a la ausencia del tren fueron un duro golpe para este lugar del interior bonaerense. Es actualmente un lugar para recomendar ya que por su historia es digno de visitar. Un lugar en el mundo donde encontrará toda la paz para distenderse en un día que será inolvidable en su vida. |
| Mercedes    | 110,0                          | 2                   | Partido de Mercedes | Actualmente en el edificio de la estación funciona un Centro de Veteranos de Guerra de Malvinas y una radio, llamada Vida. También allí se encuentra una de las bases operativas de la Asociación Amigos del Belgrano, que intenta mantener el ramal en condiciones. Durante más de 10 años la Asociación Amigos del Belgrano realizó tareas de preservación de la traza como desmalezamiento y mantenimiento de vías, con la esperanza de que el servicio vuelva a funcionar. A partir del día domingo 28 de mayo de 2023 comenzó a circular el servicio que conecta Tomas Jofré con Altamira y Mercedes. |

## Imágenes

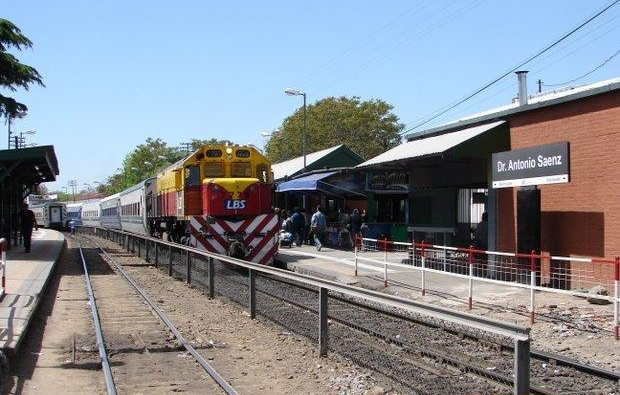
Formación en la antigua Estación Sáenz
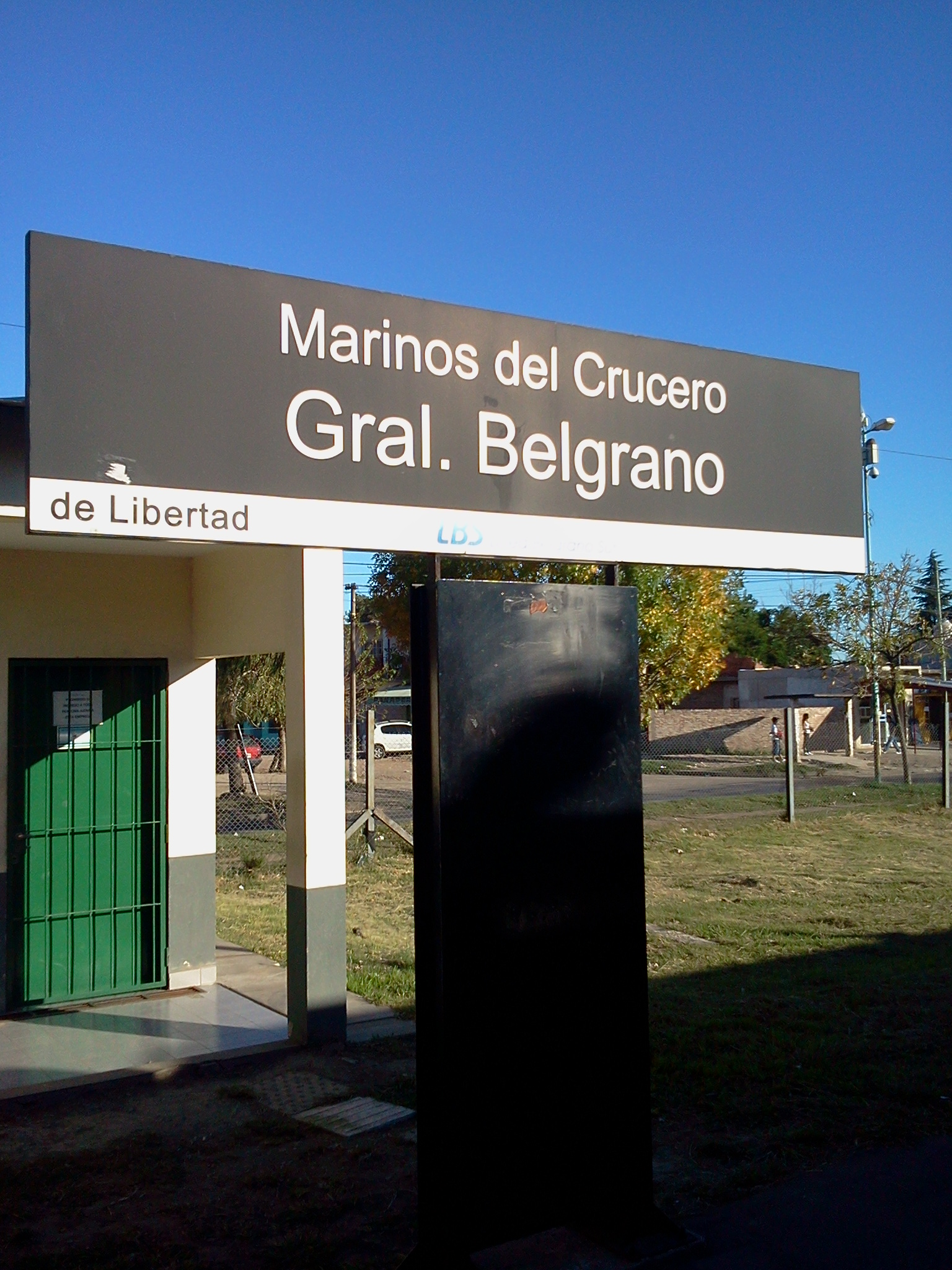
Cartel nomenclator en la estación terminal Marinos del Crucero en 2012
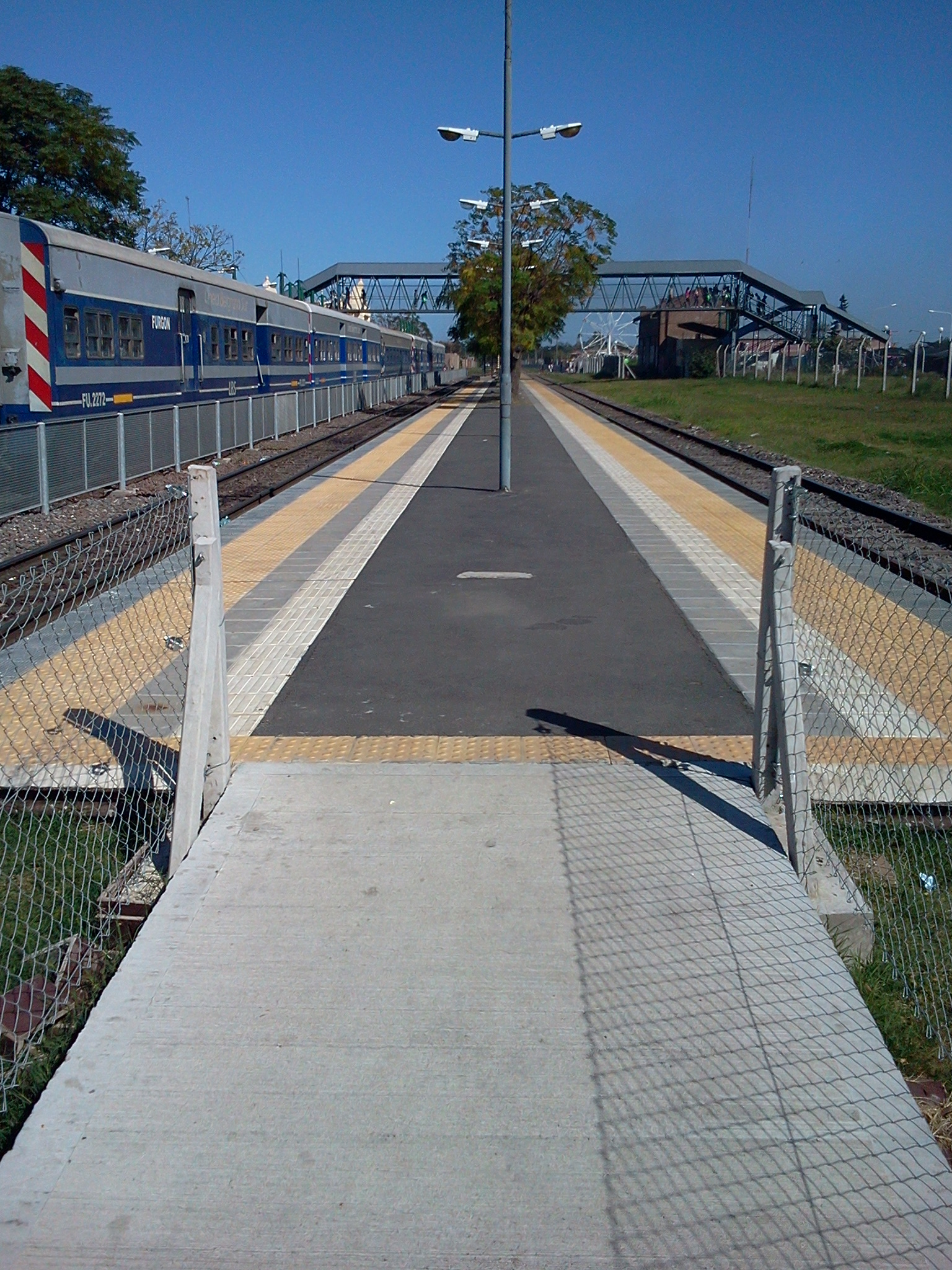
Andenes de Estación González Catán en 2011